# Кубок вызова МХЛ 2013

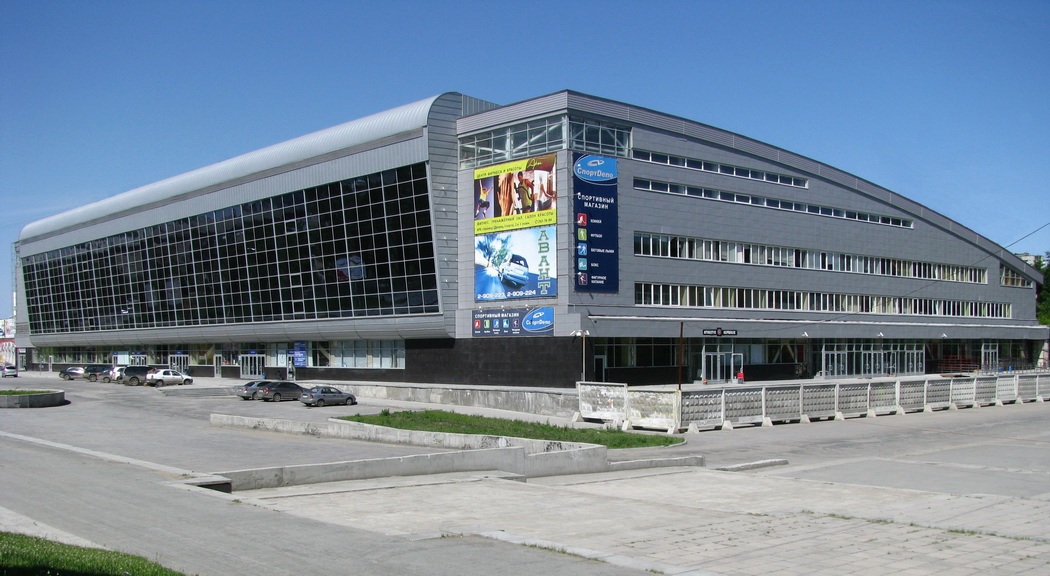
КРК «Уралец» (вм. 5570)

Кубок вызова МХЛ 2013 — четвёртый в истории Кубок вызова Молодёжной хоккейной лиги. Он состоялся 23 февраля 2013 года в Екатеринбурге в культурно-развлекательном комплексе «Уралец» и завершился победой команды Востока со счётом 3:1. Лучшими игроками признаны: в команде Востока — Михайлов Дмитрий («Стальные лисы»), в команде Запада — Барабанов Александр (СКА-1946).

## Составы команд
| Сборная Востока | Сборная Востока | Сборная Востока       | Сборная Востока    | Сборная Запада | Сборная Запада | Сборная Запада          | Сборная Запада  |
| --------------- | --------------- | --------------------- | ------------------ | -------------- | -------------- | ----------------------- | --------------- |
| №               | Гр.             | Фамилия Имя           | Команда            | №              | Гр.            | Фамилия Имя             | Команда         |
| Вратари         |                 |                       |                    |                |                |                         |                 |
| 20              | Россия          | Сергей Машковцев      | Чайка              | 20             | Россия         | Павел Хомченко          | Локо            |
| 90              | Россия          | Олег Шилин            | Омские ястребы     | 51             | Чехия          | Владислав Габал         | Энергия         |
| Защитники       |                 |                       |                    |                |                |                         |                 |
| 41              | Россия          | Дмитрий Стулов        | Стальные лисы      | 2              | Россия         | Алексей Маклюков        | МХК Химик       |
| 42              | Казахстан       | Данияр Каиров         | Снежные барсы      | 22             | Россия         | Роман Таталин           | Русские витязи  |
| 49              | Россия          | Динар Хамидуллин      | Барс               | 37             | Россия         | Станислав Глазунов      | Атланты         |
| 50              | Россия          | Дмитрий Кузьменко (К) | Омские ястребы     | 44             | Россия         | Артём Земчёнок          | МХК Спартак     |
| 58              | Россия          | Алексей Кириллов      | Кузнецкие медведи  | 49             | Россия         | Даниил Гасюков          | Серебряные львы |
| 60              | Россия          | Александр Писарев     | Белые тигры        | 57             | Латвия         | Эдгарс Дикис            | ХК Рига         |
| 88              | Россия          | Никита Трямкин        | Авто               | 83             | Россия         | Дмитрий Огурцов         | Красная армия   |
| 92              | Россия          | Евгений Ершов         | Тюменский легион   | 92             | Россия         | Егор Наместников        | Амурские тигры  |
| Нападающие      |                 |                       |                    |                |                |                         |                 |
| 8               | Россия          | Владимир Филатов      | Тюменский легион   | 5              | Венгрия        | Бениамин Немеш          | Патриот         |
| 9               | Россия          | Василий Мякинин       | Кристалл Брд       | 11             | Чехия          | Яромир Кверка           | Энергия         |
| 17              | Россия          | Павел Куликов (А)     | Реактор            | 15             | Россия         | Алексей Шамин           | Локо            |
| 19              | Россия          | Владимир Бутузов      | Сибирские снайперы | 23             | Беларусь       | Александр Когалев       | Юность          |
| 45              | Россия          | Валентин Пьянов       | Омские ястребы     | 24             | Россия         | Руслан Карлин           | Алмаз           |
| 55              | Россия          | Владимир Ткачёв       | Барс               | 32             | Россия         | Артём Фёдоров           | МХК Химик       |
| 57              | Россия          | Александр Петров      | Мамонты Югры       | 61             | Россия         | Денис Горбунов          | Динамо-Шинник   |
| 61              | Россия          | Эдуард Агеев          | Октан              | 73             | Россия         | Артём Томилин           | Капитан         |
| 79              | Россия          | Денис Мингалеев       | Авто               | 81             | Россия         | Андрей Бирюков          | ХК МВД          |
| 81              | Россия          | Дмитрий Михайлов      | Стальные лисы      | 87             | Россия         | Егор Алёшин             | Атланты         |
| 91              | Россия          | Михаил Мокин (А)      | Белые медведи      | 90             | Россия         | Никита Сошников (К)     | Атланты         |
| 93              | Россия          | Денис Мошаров         | Белые медведи      | 94             | Россия         | Александр Барабанов (А) | СКА-1946        |
| 97              | Россия          | Булат Хамматов        | Толпар             |                |                |                         |                 |
| Тренеры         |                 |                       |                    |                |                |                         |                 |
|                 | Россия          | Евгений Корноухов     | Омские ястребы     |                | Россия         | Владимир Чебатуркин     | Атланты         |

## Ход игры
| 23 февраля 2013 | Восток | 3 : 1 (1:0, 1:1, 1:0) | Запад | КРК «Уралец» Зрителей: 5000 |

| Отчёт                                                                                     | Отчёт                    | Отчёт                           | Отчёт                   | Отчёт                                                          |
| ----------------------------------------------------------------------------------------- | ------------------------ | ------------------------------- | ----------------------- | -------------------------------------------------------------- |
|                                                                                           |                          |                                 |                         |                                                                |
|                                                                                           | Машковцев (29:46, Шилин) | Вратари                         | Габал (30:08, Хомченко) | Судьи: Лаврентьев (Казань), Кислов (Челябинск) Бруевич, Ибатов |
|                                                                                           | Голы:                    |                                 |                         | Судьи: Лаврентьев (Казань), Кислов (Челябинск) Бруевич, Ибатов |
| Михайлов (Мингалеев, Трямкин) 19:22 (бол.) Куликов (Петров, Михайлов) 33:48 Бутузов 48:25 | 1 : 0 2 : 0 2 : 1 3 : 1  | Немеш (Когалев, Горбунов) 34:00 |                         | Судьи: Лаврентьев (Казань), Кислов (Челябинск) Бруевич, Ибатов |
|                                                                                           |                          |                                 |                         | Судьи: Лаврентьев (Казань), Кислов (Челябинск) Бруевич, Ибатов |
|                                                                                           |                          |                                 |                         | Судьи: Лаврентьев (Казань), Кислов (Челябинск) Бруевич, Ибатов |
|                                                                                           |                          |                                 |                         | Судьи: Лаврентьев (Казань), Кислов (Челябинск) Бруевич, Ибатов |
| 22 мин                                                                                    | Штраф                    | 8 мин                           |                         | Судьи: Лаврентьев (Казань), Кислов (Челябинск) Бруевич, Ибатов |
|                                                                                           |                          |                                 |                         |                                                                |
|                                                                                           | 27                       | Броски                          | 36                      |                                                                |